# Cabezón de Liébana
Cabezón de Liébana település Spanyolországban, Kantábria autonóm közösségben. Cabezón de Liébana Cillorigo de Liébana, Lamasón, Rionansa, Polaciones, Pesaguero, Vega de Liébana és Potes községekkel határos. Lakosainak száma 540 fő (2024).

## Népesség
A település népessége az elmúlt években az alábbi módon változott:
| Lakosok száma | 718  | 705  | 688  | 699  | 707  | 628  | 595  | 616  | 574  | 540  |
|               | 2001 | 2004 | 2007 | 2009 | 2012 | 2014 | 2017 | 2019 | 2022 | 2024 |